# Prawo do nauki
Prawo do nauki – jedno z podstawowych praw człowieka, jego istnienie jest uznane przez art. 26 Powszechnej Deklaracji Praw Człowieka, art. 14 Międzynarodowego Paktu Praw Ekonomicznych, Społecznych i Kulturalnych, art. 28 Konwencji o Prawach Dziecka oraz przez inne traktaty międzynarodowe. 

## Prawo do nauki w Polsce
Obowiązujący w Polsce art. 70 Konstytucji RP stanowi, że: każdy ma prawo do nauki, nauka do 18. roku życia jest obowiązkowa, nauka w szkołach publicznych jest bezpłatna, przy czym ustawa może dopuścić świadczenie niektórych usług edukacyjnych przez państwowe szkoły wyższe za odpłatnością. Art. 70 Konstytucji RP charakteryzuje bogata treść normatywna, która szeroko określiła prawo do nauki i instytucje z nim bezpośrednio związane:
- prawo do nauki (ust. 1 zd. 1);
- obowiązek szkolny (ust. 1 zd. 2 i 3);
- zespół gwarancji prawa (ust. 2, ust. 3 zd. 1 i 2, ust. 4);
- gwarancję wolności wyboru szkoły w ograniczonym zakresie (ust. 3 zd. 1);
- wolność zakładania wszelkich typów szkół (ust. 3 zd. 2 i 3);
- podstawy systemu oświaty (ust. 2, 3, 5).

Pamiętać należy, że intencją prawodawcy było związanie prawa do nauki właśnie z wymienionymi gwarancjami socjalnymi i systemowymi, dlatego muszą być one kojarzone z całokształtem konstytucyjnych regulacji oświatowych. 
Prawo to rozumiane może być na dwa sposoby: jako prawo wolnościowe, negatywne, niezawierające konieczności pozytywnych działań ze strony państwa („wolność do nauki”) i jako prawo socjalne - roszczenie wobec aparatu państwowego, najczęściej skorelowane z przymusem, obowiązkiem pobierania nauki.
Konstytucyjne prawo do nauki zostało powiązane z obowiązkowym jej pobieraniem do 18. roku życia, zaadresowane do jednostek, ale również wobec władz publicznych zobligowanych do podjęcia działań zabezpieczających właściwe korzystanie z tego prawa, choćby poprzez nakaz zorganizowania i utrzymania odpowiedniej liczby szkół i wyegzekwowania obowiązku, o którym mowa w art. 70 ust. 1 Konstytucji RP. Prawo do nauki – zapewne w tym kontekście poprawniej byłoby mówić raczej o prawie do wykształcenia – w polskim porządku prawnym zostało zaadresowane do możliwe szerokiego kręgu podmiotów, odcinając się od koncepcji związania konkretnych świadczeń z instytucją obywatelstwa, czyli koncepcji właściwej Konstytucji z 1952 r. Twórcy Konstytucji RP opowiedzieli się za modelem socjalnym, nadając samoistnemu prawu do nauki, rozumianemu przez pryzmat kształcenia w szkołach i placówkach wychowawczych, charakter prawa podmiotowego, które zawiera w sobie roszczenie beneficjenta prawa i zespół obowiązków po stronie władz publicznych. W celu realizacji tego prawa ustrojodawca przewidział bezpłatność nauki, czyli wtórny podział dochodów społeczeństwa dokonujący się za pośrednictwem państwa. Odstępstwem od tej zasady było stworzenie fakultatywnej możliwości pobierania opłat za „niektóre” usługi edukacyjne świadczone przez publiczne szkoły wyższe. W przeszłości wielokrotnie wiązano taki model z kwestią realizacji zasad sprawiedliwości społecznej. Trudność w odpowiedzi na ową wątpliwość powoduje fakt braku jednolitego rozumienia tych zasad, najbardziej kontrowersyjnego ideału na gruncie nauk prawnych, a także wielość – często wzajemnie wykluczających się – sądów. Z pewnością intencją prawodawcy było stworzenie modelu prawa do nauki i systemu oświaty przeciwdziałającego dyskryminacji jednostek w dostępie do wykształcenia, głównie poprzez czynniki ekonomiczne. 
Podstawowym aktem prawnym rangi ustawowej regulującym kształcenie na poziomie podstawowym, zawodowym i średnim jest Prawo oświatowe. Preambuła tej ustawy stanowi, że nauczanie i wychowanie, respektując chrześcijański system wartości, za podstawę przyjmuje uniwersalne zasady etyki, zaś szkoła winna zapewnić każdemu uczniowi warunki niezbędne do jego rozwoju, przygotować go do wypełniania obowiązków rodzinnych i obywatelskich w oparciu o zasady solidarności, demokracji, tolerancji, sprawiedliwości i wolności. 
Szkoły mogą być szkołami publicznymi lub niepublicznymi. Szkoły publiczne mogą być zakładane przez jednostki samorządu terytorialnego oraz przez niektórych ministrów. Szkoły niepubliczne mogą być zakładane przez inne osoby prawne oraz przez osoby fizyczne. Nauka w szkołach publicznych jest bezpłatna, a rekrutacja do nich odbywa się na zasadzie powszechnej dostępności. Podstawowymi typami szkół są: szkoły podstawowe, szkoły ponadpodstawowe. Sieć publicznych szkół powinna być zorganizowana w sposób umożliwiający wszystkim dzieciom realizację obowiązku szkolnego. Droga dziecka z domu do szkoły nie może przekraczać 3 km w przypadku uczniów klas I-IV klas szkół podstawowych oraz 4 km w przypadku uczniów klas V-VIII. Jeśli jest ona dłuższa, obowiązkiem gminy jest zapewnienie bezpłatnego transportu i opieki w czasie przewozu lub zwrot kosztów przejazdu środkami komunikacji publicznej.